# Vintertjärnen (Tuna socken, Medelpad)
Vintertjärnen är en sjö i Sundsvalls kommun i Medelpad och ingår i Selångersåns huvudavrinningsområde. Sjön har en area på 0,146 kvadratkilometer och ligger 113,9 meter över havet.

## Delavrinningsområde
Vintertjärnen ingår i det delavrinningsområde (691592-157370) som SMHI kallar för Utloppet av Vintertjärnen. Medelhöjden är 156 meter över havet och ytan är 1,94 kvadratkilometer. Det finns inga avrinningsområden uppströms utan avrinningsområdet är högsta punkten. Vattendraget som avvattnar avrinningsområdet har biflödesordning 3, vilket innebär att vattnet flödar genom totalt 3 vattendrag innan det når havet efter 8,1 kilometer. Avrinningsområdet består mestadels av skog (84 procent). Avrinningsområdet har 0,14 kvadratkilometer vattenytor vilket ger det en sjöprocent på 7,3 procent.